# Frédéric Garnier (cyclisme)
Pour les articles homonymes, voir Frédéric Garnier et Garnier.
Frédéric Garnier (né le 11 mars 1964 à Orléans) est un coureur cycliste français, professionnel de 1986 à 1990.

## Palmarès
- 1982
  -  Champion de France de la course aux points juniors
- 1984
  -  Champion de France des comités (avec Pascal Dubois, Alain Renaud et Salvaton)
  - 2e de Paris-Vailly
- 1985
  - Trois Jours de Vendée :
    - Classement général
    - 2e étape

  - 1re étape de l'Étoile des Espoirs
  - 3e de Paris-Dreux
  - 3e du Grand Prix des Grattons
- 1987
  - Cholet-Pays de la Loire
  - 1re étape du Grand Prix du Midi Libre
- 1989
  - Châteauroux-Limoges
- 1990
  - Tour du Pays Dunois
  - 2e du Tour de la Creuse
- 1992
  - Tour des Écureuils

### Résultats sur les grands tours

#### Tour de France
1 participation
- 1988 : 108e

#### Tour d'Italie
1 participation
- 1986 : 98e